# Beata Vergine Maria del Monte Carmelo a Mostacciano (titolo cardinalizio)
Beata Vergine Maria del Monte Carmelo a Mostacciano (in latino: Titulus Beatae Mariae Virginis de Monte Carmelo in Mostacciano) è un titolo cardinalizio istituito da papa Giovanni Paolo II nel concistoro del 28 giugno 1988. Il titolo insiste sulla chiesa di Santa Maria del Carmelo, sita nella zona Mostacciano e sede parrocchiale eretta il 1º gennaio 1974 dal cardinale vicario Ugo Poletti con il decreto Quo uberius.
Dal 21 ottobre 2003 il titolare è il cardinale Anthony Olubunmi Okogie, arcivescovo emerito di Lagos.

## Titolari
- John Baptist Wu Cheng-chung (28 giugno 1988 - 23 settembre 2002 deceduto)
- Anthony Olubunmi Okogie, dal 21 ottobre 2003